# Bernadettar Kwimbira
Bernadettar Asimenye Kwimbira Mzika (* 11. September 1981), auch Bernadette Kwimbira Mzika oder Bernadette Kwimbira Nzika, ist eine malawische Fußballschiedsrichterin.
Seit 2008 steht Kwimbira auf der Liste der FIFA-Schiedsrichter und ist an der Spielleitung internationaler Fußballspiele beteiligt. Kwimbira war Schiedsrichterassistentin bei der Weltmeisterschaft 2015 in Kanada und bei der Weltmeisterschaft 2019 in Frankreich, bei denen sie jeweils ein WM-Spiel leitete. Zudem war sie unter anderem beim olympischen Fußballturnier 2016 in Rio de Janeiro, beim Algarve-Cup 2017, bei der U-20-Weltmeisterschaft 2018 in Frankreich und beim olympischen Fußballturnier 2020 in Tokio im Einsatz.

## Karriere
Bernadettar Kwimbira wurde am 11. September 1981 geboren und wuchs mit ihren drei Geschwistern größtenteils bei ihrer alleinerziehenden Mutter Angella Kwimbira auf, nachdem ihr Vater im Jahr 1989 gestorben war. Sie begann ihre Karriere als Fußballschiedsrichterin im Jahre 2000, nachdem sie als Soldatin der malawischen Armee beigetreten war. Davor besuchte sie eine Secondary School, trat während dieser Zeit dem Sobo Athletics Club bei und war als 100- und 200-Meter-Läuferin sowie in einem Netball-Team aktiv. Während ihrer Militärzeit war sie weiterhin als Athletin aktiv und besuchte an Wochenenden Fußballspiele im Civo Stadium, im Silver Stadium oder am Nankhaka Ground in Lilongwe. 2002 wandte sie sich an den ehemaligen FIFA-Schiedsrichter Youngson Chilinda und drückte ihre Ambitionen aus. Noch im selben Jahr organisierte der malawische Fußballverband einen Grundkurs für Schiedsrichter in Kasungu, an dem Kwimbira teilnahm und den sie mit einem Grade 3 certificate abschloss.
Vor allem im Frauenfußball war sie bereits an zahlreichen Turnieren – vorwiegend als Schiedsrichterassistentin – im Einsatz. Dazu zählen unter anderem die Afrikameisterschaft der Frauen 2010, 2012, 2014 sowie die Afrika-Cup der Frauen 2018 und 2022. Auch beim aufgrund der COVID-19-Pandemie ersatzlos gestrichenen Afrika-Cup der Frauen 2020 hätte sie als Schiedsrichterassistentin teilgenommen. Als Linienrichterin war sie auch beim Fußballturnier der Olympischen Jugend-Sommerspiele 2014 in Nanjing, China, im Einsatz. Im Gespann der sambischen Schiedsrichterin Gladys Lengwe nahm sie an der Weltmeisterschaft der Frauen 2015 in Kanada teil, wo sie beim 4:0-Sieg Deutschlands über Thailand im Einsatz war. Vier Jahre später war sie bei der Weltmeisterschaft der Frauen 2019 in Frankreich im Schiedsrichtergespann der Ruanderin Salima Mukansanga beim 5:1-Sieg Schwedens über Thailand als Assistentin tätig. Bei der U-20-WM der Frauen 2018 in Frankreich war sie ebenso als Schiedsrichterassistentin im Einsatz, als auch beim Fußballturnier der Olympischen Sommerspiele 2016 und 2020. Beim Algarve-Cup 2017 fungierte sie ebenfalls als Linienrichterin. Bereits Ende 2020 stand sie in der Vorauswahl für die teilnehmenden Schiedsrichter an der WM der Frauen 2023.
Beim CAF Elite ‚A‘ Referee Course 2013 in Ägypten ging Kwimbira als beste teilnehmende Schiedsrichterin hervor; einen ebensolchen Kurs besuchte sie auch 2018 in Ghana. 2015 wurde sie zum besten Schiedsrichterassistenten der höchsten malawischen Fußballliga der Herren, der Super League, gewählt. Neben Einsätzen in der heimischen Liga trat sie auch bei Spielen der CAF Champions League als Schiedsrichterassistentin in Erscheinung. Im Juni 2017 nahm sie am Internationalen Referee-Cup in Deutschland teil. Bei einem CAF Elite ‚A‘ Women Referees Course in Dschibuti wurde sie im Oktober 2019 zur besten von 33 teilnehmenden Schiedsrichterinnen gewählt. Im März 2020 wurde sie als eine von drei Frauen unter 38 Männern als Video Assistant Referee ausgebildet. Im Januar 2021 war sie im Gespann von Lidya Tafesse Abebe aus Äthiopien und der Ivorerin Mimisen Iyorhe bei der Afrikanischen Nationenmeisterschaft der Männer 2021 im Einsatz; dies war das erste Mal in der Geschichte, dass Frauen bei einem offiziellen Turnier des afrikanischen Fußballverbands ein Spiel leiten.
Zum Zeitpunkt eines Interviews mit Voice of America im Jahr 2016 war Kwimbira zweifache Mutter und Sekretärin an der Universität von Malawi, mit Büro in der ehemaligen malawischen Hauptstadt Zomba. Sie ist die erste und bis dato (Stand: 2023) einzige weibliche malawische Fußballschiedsrichterin, die bei Olympischen Sommerspielen im Einsatz war und zudem die einzige malawische Schiedsrichterin, die bei Fußball-Weltmeisterschaften der Frauen im Einsatz war. Außerdem war sie nach Bester Kalombo der zweite malawische Staatsbürger, der bei einem olympischen Fußballturnier in einem Schiedsrichtergespann mitwirkte. Im Laufe ihrer Karriere wurde sie bereits mehrfach ausgezeichnet; unter anderem mit dem von der IFFHS vergebenen World Best Female Referee Award im Jahr 2021. Bereits davor war sie bereits drei Jahre in Folge (2017 bis 2019) bei den Malawi Sport Awards, die alljährlich durch das Malawi National Council of Sports vergeben werden, als Best Referee of the Year ausgezeichnet worden. 2017 war sie zu Malawis Sports Personality of the Year gewählt worden. 2022 war sie ein weiteres Mal bei den Malawi Sport Awards nominiert.